# Ампилов, Владимир Иванович
Владимир Иванович Ампилов (род. 19 марта 1954 года) — советский и российский художник, член-корреспондент РАХ (2021).

## Биография
Родился 19 марта 1954 года, живёт и работает в Москве.
В 1981 году — окончил Московское высшее художественно-промышленное училище (сейчас — Строгановское) по специальности «промышленное искусство», под руководством А. Е. Короткевич, В. Д. Кракиновской, В. П. Павлюк.
С 1989 года — член Международной общественной ассоциации «Союз дизайнеров», с 2019 года — член Творческого Союза художников России.
В 2021 году — избран членом-корреспондентом Российской академии художеств от Отделения дизайна.
Педагогическая деятельность: преподаватель МВХПУ (сейчас — Строгановское) на кафедре «Художественное конструирование» (1981—1997), доцент кафедры «Средовой дизайн» (с 2014); преподаватель кафедры дизайна в Гуманитарно-прикладном институте (2003—2015), исполняющий обязанности заведующего кафедрой дизайна (2014—2015).

## Творческая и общественная деятельность
Автор проектов промышленных, общественных и жилых интерьеров и экстерьеров, выставочных экспозиций, мебели, мобильных модулей, транспортных средств, электронных приборов.
Основные проекты: дизайн наручных часов «Слава» (г. Москва, 1998—2002); разработка скоростного водомётного катера «SeaDancer» ЗАО «Сибел Джет Марин» и «Сибел Марин БГ» (Болгария, 2003—2007); дизайн интерьера, экстерьера и прилегающей территории фабрики Сonmetswiss в г. Тойфелен (Швейцария, 2010—2012); комплекс проектов по созданию фабрики ОАО «Конмет» в Туле (2010—2020); дизайн катера с электродвигателем Е-motion для ОАО «Шуперботс» (2014); дизайн интерьера представительств ОАО «Конмет» в Хабаровске и Краснодаре (2013—2016).
Автор статей: «Организация проектной деятельности. Формирование альбома для представления дизайн-проекта» в журнале «Декоративное искусство и предметно-пространственная среда. Вестник МГХПА» (1/2019, часть 2); «Разработка и внедрение проекта скоростного водомётного катера SeaDancer. Хроники дизайна» в издании «Мифы и реальность в дизайне. Коллективная научная монография отделения дизайна Российской академии художеств по итогам двух конференций „Проектирование в дизайне. От идеи до реализации“ и „Мифы и реальность в дизайне“» (2021).
Автор учебных пособий: «Научно-методический опыт проектирования в дизайне среды» (2018); «Дизайн среды. От композиционных идей к организации проектной деятельности» (2022), автор рабочей программы бакалавриата ФГОС 3+ «Организация проектной деятельности» (профиль «Дизайн среды»).
Автор и ведущий проекта «Легенды» Международной общественной ассоциации «Союз дизайнеров» на YouTube-канале Concept Creative Channel (2017—2019).
Общественная деятельность: член Координационного совета, руководитель секции промышленного дизайна Международной общественной ассоциации «Союз дизайнеров» (с 2010).

## Награды
- Медаль «За трудовую доблесть» (1986)
- Медаль «Лауреат ВВЦ» за разработку скоростного водомётного катера SeaDancer (2002)
- Медаль имени В. Татлина «За достижения в области дизайна» (2013)
- Знак почёта ГПИ НИУ МЭИ (2014)

Награды РАХ
- Медаль «Шувалов» (2015)
- Благодарность «За большой вклад в развитие российского дизайна» (2017)
- Серебряная медаль «За создание и реализацию проекта по ВЭП-дизайну МОА „Союз дизайнеров“» (2018)